# Pauline Rifer de Courcelles
Pauline Rifer de Courcelles, dite aussi Pauline Knip (1781-1851), est une peintre animalière française. Elle a été mariée à Josephus Augustus Knip de 1808 jusqu'à leur divorce en 1824. Elle fut l'élève de Jacques Barraband. Elle est la mère de l'artiste Henriëtte Ronner-Knip.
Ses peintures d'oiseaux illustrent plusieurs beaux ouvrages d'ornithologie, notamment l’Histoire naturelle des tangaras, des manakins et des todiers d'Anselme Gaëtan Desmarest (1805) et l’Histoire naturelle des pigeons et des gallinacés (1808-1811) de  Coenraad Jacob Temminck.
Elle expose ses dessins d’oiseaux au Salon entre 1808 et 1814. Elle obtient une médaille d’or et un logement à la Sorbonne, et elle est nommée Premier peintre d’histoire naturelle de l’impératrice.
Sous la Restauration, elle travaille pour la manufacture royale de Sèvres.

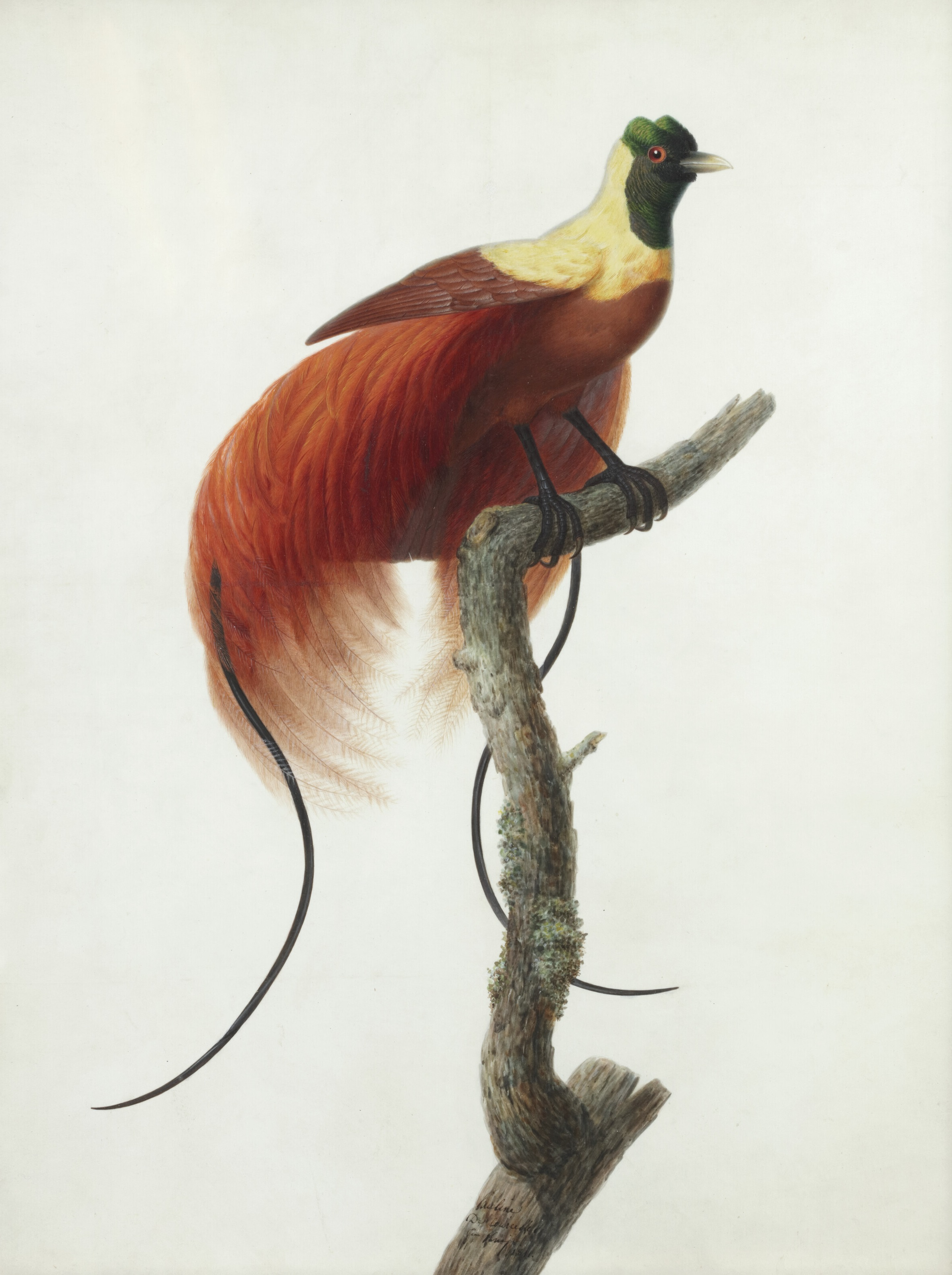
Pauline Rifer de Courcelles, Oiseau de paradis rouge sur une branche, 1811.